# Thailändische Fußballnationalmannschaft der Frauen/Weltmeisterschaften
Der Artikel beinhaltet eine ausführliche Darstellung der thailändischen Fußballnationalmannschaft der Frauen bei Weltmeisterschaften. Thailand konnte sich 2014 erstmals für die WM-Endrunde 2015 qualifizieren. Die Mannschaft ist die sechste asiatische Mannschaft, die sich für eine WM-Endrunde qualifizieren konnte und nach der Republik China und Äquatorialguinea das dritte Land, aus dem sich nur die Frauen für die WM qualifizieren konnten. Thailand belegte nach der ersten Teilnahme als zweitschlechteste asiatische Mannschaft den 23. Platz der ewigen Rangliste und verschlechterte sich 2019 durch drei Niederlagen auf Platz 28. 2023 fiel die Mannschaft um sechs Plätze, da sich Jamaika und Südafrika verbessern konnten und die Neulinge Marokko, die Philippinen, Portugal und Sambia sich vor Thailand platzieren konnten.

## Die Nationalmannschaft bei Weltmeisterschaften

### Übersicht
| Jahr | Gastgeberland         | Teilnahme bis …    | Gegner                                       | Ergebnis | Trainer                 | Bemerkungen und Besonderheiten                                                                              |
| ---- | --------------------- | ------------------ | -------------------------------------------- | -------- | ----------------------- | --- |
| 1991 | Volksrepublik China   | nicht qualifiziert |                                              |          |                         | Bei der Fußball-Asienmeisterschaft der Frauen 1991 an der Volksrepublik und der Republik China gescheitert. |
| 1995 | Schweden              | nicht teilgenommen |                                              |          |                         | |
| 1999 | USA                   | nicht teilgenommen |                                              |          |                         | |
| 2003 | USA                   | nicht qualifiziert |                                              |          |                         | Bei der Fußball-Asienmeisterschaft der Frauen 2003 an Nord- und Südkorea gescheitert.                       |
| 2007 | Volksrepublik China   | nicht qualifiziert |                                              |          |                         | Bei der Fußball-Asienmeisterschaft der Frauen 2006 an Nordkorea und Australien gescheitert.                 |
| 2011 | Deutschland           | nicht qualifiziert |                                              |          |                         | Bei der Fußball-Asienmeisterschaft der Frauen 2010 am späteren Weltmeister Japan und Nordkorea gescheitert. |
| 2015 | Kanada                | Vorrunde           | Norwegen, die Elfenbeinküste und Deutschland | 17.      | Nuengrutai Srathongvian | Als fünftbester Gruppendritter ausgeschieden                                                                |
| 2019 | Frankreich            | Vorrunde           | Chile, Schweden und USA                      |          | Nuengrutai Srathongvian | Als dritte Mannschaft qualifiziert. Höchste WM-Niederlage (0:13)                                            |
| 2023 | Australien/Neuseeland | nicht qualifiziert |                                              |          |                         | In den Interkontinentalen Play-offs an Kamerun gescheitert.                                                 |
| 2027 | Brasilien             | nicht qualifiziert |                                              |          |                         | In der Qualifikation zur Asienmeisterschaft 2026 an Indien gescheitert.                                     |

### Statistik
(Angaben inkl. 2027: Zehn Weltmeisterschaften)
- nicht teilgenommen: zweimal (20 %)
- nicht qualifiziert: sechsmal (60 %)
- qualifiziert: zweimal (20 % bzw. 25 % der Versuche)
  - Vorrunde: zweimal (20 %)

## Die Turniere

### WM 1991 in der Volksrepublik China
Da die erste WM der Frauen in der Volksrepublik China stattfand, mussten sich die Chinesinnen nicht qualifizierten. Dennoch nahm die Mannschaft an der Fußball-Asienmeisterschaft der Frauen 1991 teil, die den anderen asiatischen Mannschaften als Qualifikation diente. So traf Thailand in der Vorrunde auch auf China und verlor mit 1:10. Zuvor hatte es einen 3:0-Sieg gegen Südkorea gegeben. Im letzten Gruppenspiel, bei dem es um Platz 2 ging, reichte es gegen die Republik China nur zu einem torlosen Remis. Damit waren beide Mannschaften punktgleich und nun waren die Gegentore gegen die Volksrepublik China entscheidend. Da die Republik China nur mit 0:3 verloren hatte und gegen Südkorea sechs Tore mehr erzielt hatte, wurde Thailand nur Gruppendritter und schied aus. Die Volksrepublik China gewann letztlich die Meisterschaft mit fünf Siegen und wäre somit auch sportlich qualifiziert gewesen. Japan qualifizierte sich als Vizemeister und die Republik China als Dritter.

### WM 1995 in Schweden
Zwei Jahre später nahm Thailand nicht an der Fußball-Asienmeisterschaft der Frauen 1993 teil und konnte sich damit nicht für die qualifizieren. Asien wurde dort nur von der Volksrepublik China und Japan vertreten.

### WM 1999 in den USA
Auch an der Fußball-Asienmeisterschaft der Frauen 1997 nahm Thailand nicht teil und konnte sich somit nicht für die dritte Weltmeisterschaft qualifizieren. Wieder nahmen die Volksrepublik China und Japan sowie erstmals Nordkorea für Asien an der WM teil.

### WM 2003 in den USA
Eigentlich sollte die WM 2003 dann wieder in der Volksrepublik China stattfinden. Wegen der SARS-Epidemie wurde das Turnier kurzfristig in die USA verlegt. Damit fand die Weltmeisterschaft zum zweiten Mal in den USA statt. Thailand war Ausrichter der Fußball-Asienmeisterschaft der Frauen 2003, die als Qualifikation für die WM diente und wegen der SARS-Krise von April auf Juni verschoben wurde. In der Gruppenphase gewann Thailand zunächst mit 3:0 gegen Singapur, verlor dann aber zuerst mit 0:6 gegen Süd- und dann mit 0:14 gegen Nordkorea. Das anschließende 3:1 gegen Hongkong war dann nutzlos. Die beiden Koreas sowie Japan und die Volksrepublik China qualifizierten sich für die WM.

### WM 2007 in der Volksrepublik China
Vier Jahre später fand dann die WM doch zum zweiten Mal in der Volksrepublik China statt, womit sich China nicht qualifizieren musste. Dennoch nahm China an der Fußball-Asienmeisterschaft der Frauen 2006 teil, die als Qualifikation für die anderen Mannschaften des AFC diente. Für die Asienmeisterschaft musste sich Thailand erst durch zwei Spiele gegen Indonesien und Singapur qualifizieren, die beide gewonnen wurden: 4:0 und 5:1. Bei der Endrunde, die erstmals in Australien stattfand, da Australien – insbesondere um der Nationalmannschaft der Männer bessere Chancen auf eine WM-Qualifikation zu bieten – in den asiatischen Verband gewechselt war. Thailand traf dann in der Gruppenphase auch auf die Australierinnen, zunächst aber auf Myanmar, das 2:1 besiegt wurde. Nach einem 0:9 gegen Nordkorea und einem 0:11 gegen Südkorea hatte Thailand aber schon vor dem letzten Spiel gegen Australien keine Chance mehr sich zu qualifizieren. Das 0:5 war dann nicht weiter entscheidend. Australien erreichte dann auch das Finale gegen die Volksrepublik China. Diese konnte, nachdem zweimal in Folge Nordkorea besser war, zum achten und bis heute letzten Mal den Titel gewinnen und stellte damit einen Rekord für offizielle Kontinentalmeisterschaften auf, der erst 2013 von Deutschland eingestellt wurde. Australien und Nordkorea qualifizierten sich als Vizemeister und Dritter, Japan über die interkontinentalen Play-off-Spiele gegen Mexiko.

### WM 2011 in Deutschland
Für die WM in Deutschland konnte sich Thailand letztmals nicht qualifizieren. Zunächst qualifizierte sich Thailand durch zwei Siege gegen Usbekistan (6:1) und die Iranerinnen (8:1) für die Fußball-Asienmeisterschaft der Frauen 2010. Bei der Meisterschaft, die in der Volksrepublik China stattfand, verloren die Thailänderinnen gegen Nordkorea (0:3) und Japan (0:4), konnten aber Myanmar mit 2:0 besiegen. Damit schied Thailand als Gruppendritter aus. Die Volksrepublik China konnte den Heimvorteil nicht nutzen und wurde nur Dritter und so fand erstmals eine WM der Frauen ohne China statt. Für Asien gingen Australien, Japan – das dann als erste asiatische Mannschaft Fußballweltmeister wurde – und Nordkorea an den Start – das aber eher durch Dopingvergehen auf sich aufmerksam machte.

### WM 2015 in Kanada

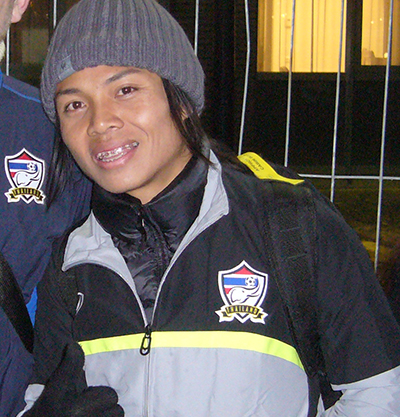
Kanjana Sung-ngoen im Februar 2015

In der Qualifikation für die WM in Kanada, für die den Asiatinnen nach der Aufstockung des Teilnehmerfeldes nun fünf Startplätze zugestanden wurden, konnte sich Thailand dann erstmals qualifizieren und profitierte dabei auch von der Sperre Nordkoreas wegen der Dopingvergehen bei der WM 2011. Zunächst wurden bei einem Qualifikationsturnier in Bangladesch der Gastgeber mit 9:0, die Philippinen mit 1:0 und die Iranerinnen mit 5:1 besiegt. Bei der Fußball-Asienmeisterschaft der Frauen 2014 wurde dann das erste Spiel gegen die Volksrepublik China mit 0:7 verloren und dann gegen Südkorea mit 0:4. Damit hatte Thailand zwar keine Chance mehr Asienmeister zu werden, aber das letzte Gruppenspiel sollte darüber entscheiden wer in das Spiel um Platz 5 einziehen sollte. Thailand gewann mit 2:1 gegen Myanmar und durfte gegen Gastgeber Vietnam um das letzte asiatische WM-Ticket spielen. Nach einer torlosen ersten Halbzeit erzielte Kanjana Sung-ngoen zwei Tore. Vietnam gelang zwar kurz vor Schluss des Spiels noch der Anschlusstreffer, dieser kam aber zu spät und so qualifizierte sich Thailand erstmals für die WM.

Startaufstellung der Thailänderinnen in ihrem ersten WM-Spiel

Neben dem neuen Asienmeister Japan, qualifizierten sich noch Australien als Zweiter, China als Dritter und Südkorea als Vierter.
Bei der Auslosung der Gruppen war Thailand nicht gesetzt und wurde der Gruppe B mit Europameister Deutschland zugelost.
Zudem traf die Mannschaft auf Vize-Europameister Norwegen und die Elfenbeinküste, die ebenfalls zum ersten Mal teilnahm. Thailand verlor die beiden Spiele gegen Norwegen und Deutschland deutlich, gewann aber gegen die Elfenbeinküste mit 3:2 und wurde Dritter der Gruppe. Dies reichte jedoch nicht zum Weiterkommen.

### WM 2019 in Frankreich
In der Qualifikation für die WM in Frankreich, für die den Asiatinnen wieder fünf Startplätze zugestanden wurden, qualifizierte sich Thailand durch das Erreichen des Halbfinales bei der Fußball-Asienmeisterschaft der Frauen 2018 als zweite Mannschaft sportlich für die WM-Endrunde. Für diese Meisterschaft, die im April 2018 in Jordanien stattfindet, qualifizierte sich Thailand bei einem Turnier in den Palästinensischen Autonomiegebieten durch Siege gegen den Gastgeber und Chinese Taipei. Bei der Endrunde in Jordanien wurde zwar das erste Spiel gegen China mit 0:4 verloren, durch Siege gegen Gastgeber Jordanien und die Philippinen wurde dann aber sowohl das Halbfinale der Asienmeisterschaft als auch die WM-Endrunde erreicht.
In Frankreich trafen die Thailänderinnen auf Titelverteidiger USA und verloren mit 0:13 – höchste Niederlage in einem WM-Spiel – sowie erstmals auf Chile und Schweden. Nach einem 1:5 gegen Schweden hatten sie noch die Chance durch einen Rekordsieg gegen Schweden das Achtelfinale zu erreichen. Mit 0:2 verloren sie aber auch dieses Spiel. Mit 1:20 Toren stellten sie einen neuen Negativrekord auf.

### WM 2023 in Australien und Neuseeland
In der Qualifikation für die WM in Australien und Neuseeland, für die den Asiarinnen neben Co-Gastgeber Australien fünf weitere feste Startplätze zugestanden wurden, musste sich Thailand entweder über das Erreichen des Halbfinales bei der Fußball-Asienmeisterschaft der Frauen 2022 oder als Sieger des Playoffs-Turniers qualifizieren. Für die Meisterschaft musste sich Thailand zunächst bei einem Turnier in Palästina qualifizieren. Dies gelang im September 2021 mit Siegen gegen Malaysia (4:0) und Palästina (7:0). Bei der Meisterschaft Ende Januar/Anfang Februar 2022 verloren sie das erste Spiel und damit überhaupt zum ersten Mal gegen die Philippinen mit 0:1. Nach einem 4:0-Sieg gegen Indonesien verloren sie gegen Australien mit 1:2, waren aber als bester Gruppendritter für das Viertelfinale qualifiziert. Hier unterlagen sie Titelverteidiger Japan mit 0:7 und verpassten damit das Halbfinale. In den anschließenden Playoffs verloren sie mit 0:2 gegen Vietnam und 0:3 gegen die Republik China (Taiwan) und verpassten damit die direkte Qualifikation. Sie haben aber noch die Chance sich über interkontinentale Play-offs bei einem Turnier in Neuseeland im Februar 2023 zu qualifizieren. Dort traf Thailand im Play-off-Halbfinale auf Kamerun und verlor mit 0:2.

### WM 2027 in Brasilien
Die Asienmeisterschaft war wieder ein Teil der Qualifikation. Bereits in der Qualifikation zur Asienmeisterschaft 2026 scheiterte Thailand an das Team gegen Indien.

## Spiele
| Alle WM-Spiele |            |          |                |   |                |          |                                           |
| Nr.            | Datum      | Ergebnis | Gegner         |   | Austragungsort | Anlass   | Bemerkungen                               |
| 1              | 07.06.2015 | 0:4      | Norwegen       | * | Ottawa (CAN)   | Vorrunde |                                           |
| 2              | 11.06.2015 | 3:2      | Elfenbeinküste | * | Ottawa (CAN)   | Vorrunde | Erstes Spiel gegen die Elfenbeinküste     |
| 3              | 15.06.2015 | 0:4      | Deutschland    | * | Winnipeg (CAN) | Vorrunde | Erstes Spiel gegen Deutschland            |
| 4              | 11.06.2019 | 0:13     | USA (TV)       | * | Reims (FRA)    | Vorrunde | Höchste WM-Niederlage (Männer und Frauen) |
| 5              | 16.06.2019 | 1:5      | Schweden       | * | Nizza (FRA)    | Vorrunde | Erstes Spiel gegen Schweden               |
| 6              | 20.06.2019 | 0:2      | Chile          | * | Rennes (FRA)   | Vorrunde | Erstes Spiel gegen Chile                  |

Anmerkung: Die fett gedruckten Mannschaften waren zum Zeitpunkt des Spiels Meister ihrer Konföderation.
Die thailändische Mannschaft erzielte ihre höchsten Siege gegen folgende Länder bei WM-Turnieren:
- Elfenbeinküste: 3:2 (Vorrunde 2015) – einziges Spiel gegen die Elfenbeinküste

Die thailändische Mannschaft kassierte ihre höchsten Niederlagen gegen folgende Länder bei WM-Turnieren:
- Chile: 0:2 (Vorrunde 2019) – einziges Spiel gegen Chile
- Deutschland: 0:4 (Vorrunde 2015) – einziges Spiel gegen Deutschland
- Schweden: 1:5 (Vorrunde 2019) – einziges Spiel gegen Schweden
- USA: 0:13 (Vorrunde 2019) – einziges Spiel gegen die USA

## Negativrekorde
- Höchste Niederlage in einem WM-Spiel: 0:13 gegen die USA
- Meiste Gegentore in einer Halbzeit: 10 in der 2. Halbzeit beim 0:13 gegen die USA
- Schlechteste Tordifferenz nach der Gruppenphase: 1:20